# Joseph Weydemeyer

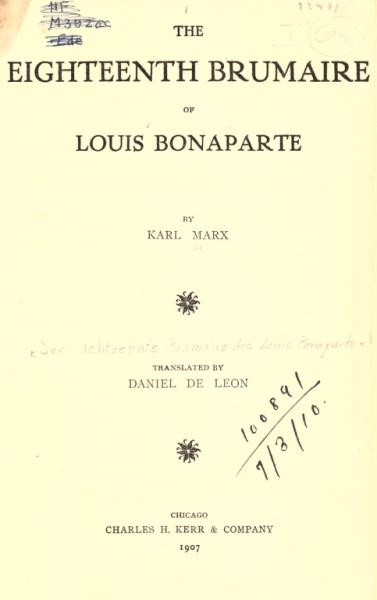
Karl Marx: Louis Bonaparte brumaire tizennyolcadikája (The Eighteenth Brumaire of Louis Napoleon) (Chicago, 1907)

Joseph Arnold Weydemeyer (Poroszország, Münster, 1818. február 2. – Amerikai Egyesült Államok (Missouri), St. Louis, 1866. augusztus 26.) amerikai újságíró, politikus, marxista. Neki köszönhetően jelent meg a legtöbb Marx és Engels mű Amerikában.

## Élete
1818-ban született Münsterben, Poroszországban (majdnem egyidőben Karl Marx-szal). Berlinben jár a Katonai Akadémiára, majd 1838-ban a tüzérségnél lett hadnagy. Ekkor kezdte el érdekelni a kommunizmus. Megismerkedett Marx-szal, és egy ideig dolgozott is vele. 1844 és 1845 között ő volt a Trierische Zeitung (Trieri Újság) főszerkesztője. 1848-ban tevékenyen részt vett a forradalomban, majd 3 évig dolgozott a földalatti mozgalomban.

## Amerikában
Később Amerikába (New Yorkba) költözött, ahol marxista újságot szerkesztett. Támadta az utópista Wilhelm Weitling tervét a „Munkásbank” alapításával kapcsolatban. 1852-ben a Proletárliga alapító tagja volt. Az 1850-es években napilapot alapított Die Reform (A reform) címmel, mely végül az amerikai munkásság vezető lapja lett. 1853 márciusában alapító tagja volt az Általános Munkásligának, melyből Weitlinget kizárták (a szervezet 1860-ban megszűnt). Ennek a ligának a társszervezetei voltak a New York Általános Szakszervezeti Szövetsége és a Munkások Országos Szövetsége. 1858 áprilisában ő szervezte Felice Orsini tiszteletére a híres fáklyás fölvonulást. 1858. október 25-én az amerikai marxistákkal megalapította a Kommunista Klubot (Communist Club).
Az 1860-as választások idején ő és marxista társai támogatták Abraham Lincolnt. 1860 májusában (2 nappal a Republikánus Párt jelölő kongresszusának megnyitása előtt) a chicagói Deutsches Hausban tartották meg az amerikai németek konferenciáját, ahol Weydemeyer a kommunista pártot és a német munkásokat képviselte. A kongresszus határozatai pedig a Republikánus Párt választási programjának alapjául szolgált. A marxista párt sejtjei a külföldieket (főleg a német anyanyelvűeket) próbálták megnyerni Lincoln számára. Pár adat az akkori időkből:
| Város      | Lincoln támogatottsága (%-ban) |
| ---------- | ------------------------------ |
| New York   | 47,62%                         |
| Chicago    | 50%                            |
| Pittsburgh | 50%                            |
| St. Louis  | 59,66%                         |

Az amerikai németek erőteljesen támogatták Lincolnt. A 87 német nyelvű újság közül 69 Lincoln-párti volt. Végül Lincoln 1 857 710 szavazattal az Amerikai Egyesült Államok elnöke lett.

## Az amerikai polgárháborúban
1861-től az északiak oldalán harcolt az amerikai polgárháborúban. A háború elején egy egész ezredet sikerült toboroznia, melynek ezredese lett. Barátai is harcoltak a harcok idején: August Willich dandárparancsnok lett, Robert Rosa pedig őrnagyi kinevezést kapott. Ők mind a New York-i Kommunista Klub tagjai voltak. Később Lincoln kinevezte St. Louis parancsnokává. Marx több levelében is aggódik a Weydemeyer és marxista társai (például August Willich) testi épsége miatt.

## Halála
1866. augusztus 26-án halt meg kolerában, 48 évesen. Érdekes, hogy pont ezen a napon ült össze az Országos Munkásszervezet, melyet Weydemeyer támogatott, alakuló kongresszusa.

## Levelezése Marxszal ésEngelsszel(angol)
1846
- Marx Weydemeyernek(március 14-16.)

1849
- Marx Weydemeyernek (június 1.)
- Marx Weydemeyernek (július 13.)
- Marx Weydemeyernek (július végén)
- Marx Weydemeyernek (augusztus elején)
- Engels Weydemeyernek (augusztus 23.)
- Marx Weydemeyernek (december 19.)

1851
- Engels Weydemeyernek (június 19.)
- Marx Weydemeyernek (június 27.)
- Marx Weydemeyernek (október 16.)

1852
- Marx Weydemeyernek (január 16.)
- Marx Weydemeyernek (január 30.)
- Engels Weydemeyernek (január 30.)
- Marx Weydemeyernek március 5.)

1853
- Marx Weydemeyernek (április 12.)

1859
- Marx Weydemeyernek (február 1.)

1864
- Engels Weydemeyernek (november 24.)
- Marx Weydemeyernek (november 29.)

1865
- Engels Weydemeyernek (március 10.)